# Station Newton St Cyres
Newton St Cyres is een spoorwegstation van National Rail in Mid Devon in Engeland. Het station is eigendom van Network Rail en wordt beheerd door Great Western Railway. Het station is een request stop, waar treinen alleen stoppen op verzoek.